# مارك روبنسون (لاعب كريكت)
مارك روبنسون (23 نوفمبر 1966 في المملكة المتحدة - ) (بالإنجليزية: Mark Robinson)‏ هو لاعب كريكت نيوزلندي. لعب مع نادي مقاطعة يوركشاير للكريكت ‏ ونادي مقاطعة نورثامبتونشير للكريكت ‏ ونادي مقاطعة ساسكس للكركيت ‏ وفريق كانتربري للكريكت ‏.

## وصلات خارجية
- مارك روبنسون على موقع إي آس بي آن كريك إنفو (الإنجليزية)